# Self-Destructive Pattern
Self-Destructive Pattern é o terceiro álbum de estúdio da banda Spineshank, lançado em 2003. Ficou na posição 83 no UK Albums Chart.

## Faixas
1. "Violent Mood Swings" – 3:29
2. "Slavery" – 2:55
3. "Smothered" – 3:07
4. "Consumed (Obsessive Compulsive)" – 3:06
5. "Beginning of the End" – 3:32
6. "Forgotten" – 3:19
7. "Self-Destructive Pattern" – 3:16
8. "Tear Me Down" – 3:42
9. "Stillborn" – 4:15
10. "Falls Apart" – 2:56
11. "Fallback" – 3:15
12. "Dead to Me" – 3:36